# Malá Franková
Malá Franková és un poble i municipi d'Eslovàquia. Es troba a la regió de Prešov, al nord del país.

## Història
La primera referència escrita de la vila data del 1611.

## Demografia
| Godina             | 1994 | 2004   | 2014   | 2024   |
| ------------------ | ---- | ------ | ------ | ------ |
| Nombre de persones | 197  | 186    | 181    | 194    |
| Diferència         |      | −5,58% | −2,68% | +7,18% |

| Godina             | 2023 | 2024   |
| ------------------ | ---- | ------ |
| Nombre de persones | 189  | 194    |
| Diferència         |      | +2,64% |